# Farkas Imre (költő)
Nagybégányi Farkas Imre (írói álneve: R. Cassim, Debrecen, 1879. május 1. – Budapest, 1976. március 25.) magyar költő, operettíró, zeneszerző.

## Élete

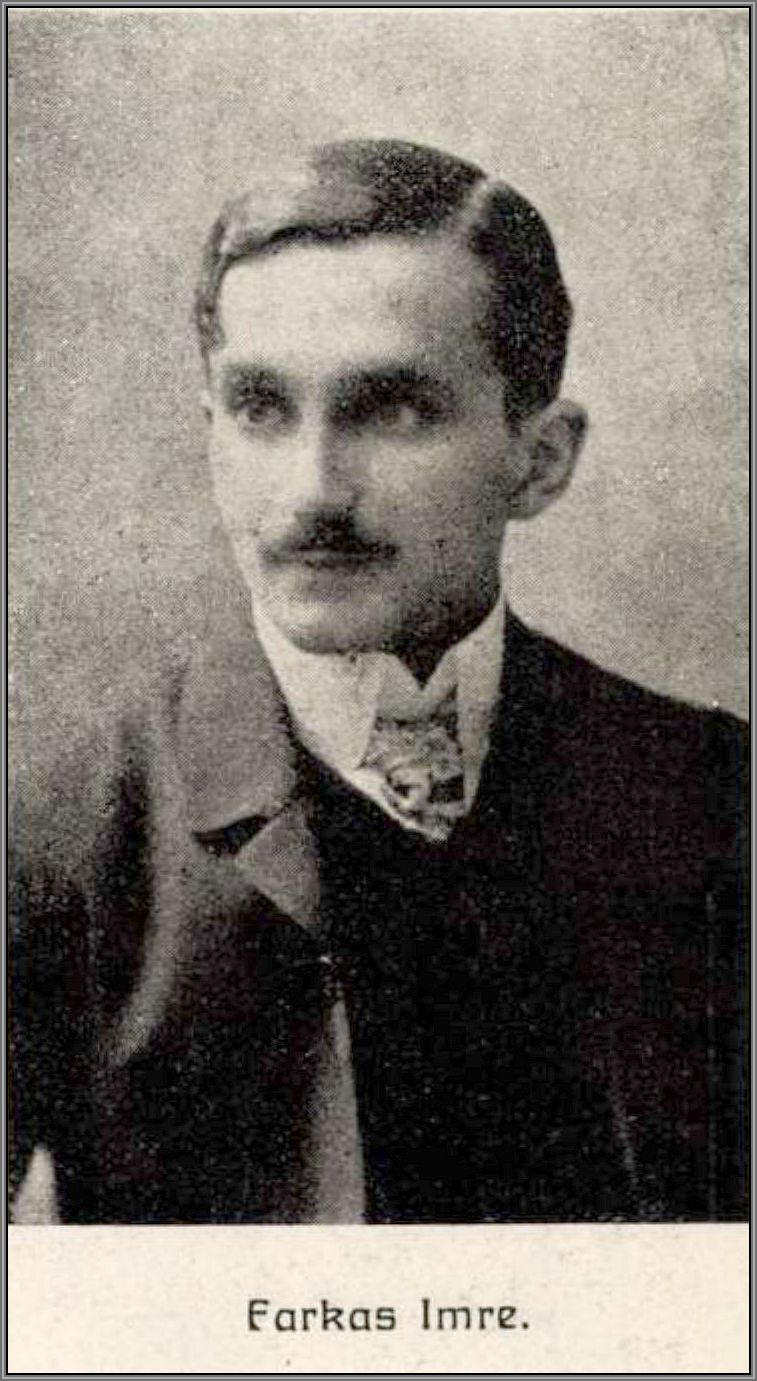
1906-ban

Nagybégányi Farkas Mór (1839–1907) honvéd huszár őrnagy és Zichermann Regina fiaként született zsidó származású családban. 1886 januárjában szüleivel és húgával együtt kikeresztelkedett a református hitre. Apja Farkas Mór honvéd huszár százados, 1889. szeptember 12-én magyar nemességet, illetve a "nagybégányi" nemesi előnév adományoszásában részesült I. Ferenc József magyar királytól.
Középiskoláit szülővárosában és Iglón végezte. Jogi tanulmányokat Debrecenben, Budapesten és Kolozsvárott folytatott, s végül a Kolozsvári Magyar Királyi Ferenc József Tudományegyetemen szerzett doktori fokozatot. Ezt követően fogalmazóként dolgozott a Honvédelmi Minisztériumban. 1923-ban miniszteri tanácsosi rangban vonult nyugdíjba.
Már fiatalon írt nagy sikernek örvendő érzelmes dalokat. Az Ady-ellenes körök kihasználták népszerűségét. A Jön az idvezítő című dramolettjét a kolozsvári Nemzeti Színházban tűzték műsorra 1905-ben, ez volt az első színpadi műve. Írt még operetteket, daljátékokat, zenét is szerzett hozzájuk. Ezeket a Népszínházban, a Király Színházban, a Fővárosi Operettszínházban és a Budai Színkörben adták elő. Gyakran játszották Az iglói diákok (1909) és A nótás kapitány (1924) című műveit, Szüreten című darabját a Magyar Állami Népi Együttes adta elő Rábai Miklós koreográfiájával. Petőfi Sándor verseire készítette Örök tavasz (Budapest, 1948) című énekes játékát, Hubay: Lavotta szerelmeinek a szövegkönyvét is megírta Berczik Árpáddal közösen. Az iglói diákokat átdolgozta regénnyé is, a Vihar a Szentföldön című regényét R. Cassim álnév alatt jelentette meg.
Tagja volt a lengyel–magyar kapcsolatok ápolását célul tűző, elsősorban irodalommal foglalkozó Magyar Mickiewicz Társaságnak. Vezette a Lelki klinika című rovatot a Színházi Életben.
Sírja a Farkasréti temetőben található (35. parcella, 12-56).
Ezen a drága magyar földön egy-két dalom tudom, hogy élni fog!

## Családja
Felesége a nemesi származású chonoki Buth Mária (Budapest, 1896. december 31.–Budapest, 1991. szeptember 26.) volt, akivel 1917. október 30-án Budapesten kötött házasságot; a szülei chonoki Búth Károly (1852–1919), miniszteri tanácsos, és Antony Julianna (1866–1927) voltak. Az apai nagyszülei chonoki Búth Ignác (1792–1855), földbirtokos, és földeáki Návay (1834–1864)  voltak. Az anyai nagyszülei a régi dobsinai ágostai hitvallású buléner polgári származású Antony Mátyás és Gömöry Zsuzsanna voltak; Gömöry Zsuzsanna a Gömöry család tagja volt.
1921-ben nagybégányi Farkas Imre és Búth Mária elváltak. 1923-ben ismét nőül vette, de 1925-ben újból elváltak.

## Operettjei
- Iglói diákok (1909)
- Pünkösdi rózsa (1920)
- Rózsika lelkem (1922)
- Túl a nagy Krivánon (1924)
- A nótás kapitány (1924)
- Királyné rózsája (1925)
- Májusi muzsika (1925)